# Municipio de Sugar Bush (condado de Becker)
El municipio de Sugar Bush (en inglés: Sugar Bush Township) es un municipio ubicado en el condado de Becker en el estado estadounidense de Minnesota. En el año 2010 tenía una población de 504 habitantes y una densidad poblacional de 2,68 personas por km².

## Geografía
El municipio de Sugar Bush se encuentra ubicado en las coordenadas 47°0′7″N 95°40′23″O / 47.00194, -95.67306. Según la Oficina del Censo de los Estados Unidos, el municipio tiene una superficie total de 188.31 km², de la cual 170,28 km² corresponden a tierra firme y (9,57 %) 18,02 km² es agua.

## Demografía
Según el censo de 2010, había 504 personas residiendo en el municipio de Sugar Bush. La densidad de población era de 2,68 hab./km². De los 504 habitantes, el municipio de Sugar Bush estaba compuesto por el 66,87 % blancos, el 24,21 % eran amerindios y el 8,93 % eran de una mezcla de razas. Del total de la población el 2,18 % eran hispanos o latinos de cualquier raza.